# فرانك هاسيل
فرانك هاسيل (بالإنجليزية: Frank Hassell)‏ مواليد 9 أكتوبر 1988 في تشيسابيك، هو لاعب كرة سلة أمريكي. بدأ مسيرته الاحترافية في سنة 2011. يلعب في الدوري الفرنسي لكرة السلة الدرجة الأولى. يحمل الرقم 21. يبلغ طوله 6 قدم 8 بوصة (2.0 م).

## المسيرة الاحترافية
لعب مع بانفيت لكرة السلة في الدوري التركي في سنة 2011، ثم لعب مع كانتون شارج في موسم 2011–2012، ثم لعب مع بالاكانسترو فاريزي في الدوري الإيطالي في موسم 2013–2014.

## روابط خارجية
- فرانك هاسيل على موقع كرة السلة الأوروبية.كوم (الإنجليزية)
- فرانك هاسيل على موقع DraftExpress.com (الإنجليزية)
- فرانك هاسيل على موقع إي إس بي إن.كوم (الإنجليزية)
- فرانك هاسيل على موقع كلية كرة السلة في سبورتس رفرنس.كوم (الإنجليزية)
- فرانك هاسيل على موقع ريلجم (الإنجليزية)
- فرانك هاسيل على موقع بروبوليرز (الإنجليزية)
- فرانك هاسيل على موقع سبورتس رفرنس (الإنجليزية)
- فرانك هاسيل على موقع سبورتس رفرنس (الإنجليزية)